# Pick It Up
El álbum Pick It Up (‘Recogerlo’, traducido al español) es una producción grabada en vivo en la Conferencia Planetshakers en el Vodafone Arena en Melbourne, Australia.

## Temas
1.er Disco
- «Pick It Up» (3:52).
- «Majesty» (5:51).
- «Never Let Me Go» (4:28).
- «Fall In This Place» (7:09).
- «Beautiful Saviour» (9:09).
- «I'm Forever Yours» (6:04).
- «God Of Miracles» (7:00).

2.º Disco
- «Shout It Out» (3:48).
- «Redeemer» (4:24).
- «I Will Live For You» (4:23).
- «Worship You Alone» (8:54).
- «Forevermore» (5:59).
- «Secret Place» 8:54).
- «Save Australia» (9:55).